# Das Haus der Lerchen
Das Haus der Lerchen ist ein Spielfilm in internationaler Koproduktion, bei der Italien, Frankreich, Spanien, Bulgarien und Deutschland beteiligt waren, aus dem Jahre 2007. Es ist die Verfilmung des gleichnamigen Romans von Antonia Arslan.

## Handlung
Der Film behandelt den Völkermord an den Armeniern aus dem Jahre 1915. Er erzählt die Geschehnisse in der Türkei während des Ersten Weltkriegs anhand der Geschichte der armenischen Familie Avakian. Aram Avakian ist ein Großgrundbesitzer, der in der Türkei lebt. Sein Bruder Assadour lebt als Arzt in Venedig. Seitdem 1913 die Jungtürken die Macht in der Türkei übernommen haben und der Krieg mit dem russischen Zarenreich 1915 sich zuspitzt, gelten die türkischen Armenier als Sündenbock. Assadour plant eine Reise in seine Heimat zu seiner Familie. Doch Massaker an der männlichen armenischen Bevölkerung verhindern die Reise. Die einzige Hilfe, die Assadour seinem Volk übermitteln kann, ist der Schmuggel von Wertpapieren. Die Männer der Familie Avakian werden ermordet und die Frauen auf einen Fußmarsch in die Verbannung geschickt. Arams Tochter Nunik verliebt sich auf diesem Marsch in einen jungen türkischen Offizier, der sie retten möchte und mit nach Hause nehmen will. Doch dazu kommt es nicht mehr. Nunik organisiert eine Flucht ihrer Familie, wird dabei aber selbst entdeckt. Um ihr die Qualen der Folter zu ersparen, schlägt ihr Geliebter ihr den Kopf ab. Die Kinder der Familie können sich nach Italien retten.

## Hintergrund
Der Film hatte seine Welturaufführung bei der Berlinale 2007, wo er außerhalb des Wettbewerbs lief. Bereits im Vorfeld sorgte er für Aufregung, da aufgrund des Themas Proteste von Türken in Berlin befürchtet wurden, die allerdings dann ausblieben. Der Film wurde in Bulgarien gedreht. Im Juni 2007 wurde der Film zur Eröffnung des Filmfestivals „Goldene Aprikose“ in Jerewan (Armenien) gezeigt.

## Kritiken
- Der Spiegel, 12. Februar 2007:
Die hervorragenden Schauspieler – und die pure Unfassbarkeit des Geschehens – verhindern jede Rührseligkeit, trotz des vielen Theaterbluts und der Kostüme. Den Tavianis sind Bilder gelungen, die gesehen zu haben der Zuschauer bereuen wird, weil sie ihn noch lange verfolgen werden. Das ist die Leistung und der Fluch des Films. Er ist unerträglich.

- Frankfurter Allgemeine Zeitung, 14. Februar 2007:
Selbst in den Bildern des Mordens bleibt der Film beherrscht, er zeigt den Blutrausch der Türken nicht als sadistischen Exzess, sondern als steife, beinahe feierliche Schlachterei. DAS HAUS DER LERCHEN ist ein inkonsequenter, zwischen den Abgründen seines Sujets und den Zwängen einer marktgängigen Erzählform schwankender und ästhetisch zerrissener Film.

- die tageszeitung, 15. Februar 2007:
Verschnitt aus opulenter Drastik und zuckriger Lovestory. Gerade weil der Film so konventionell gestrickt ist, könnte DAS HAUS DER LERCHEN ein breites Publikum finden und ebenso breite Debatten provozieren – vor allem in der Türkei, wo er hoffentlich eines Tages zu sehen sein wird.

- Der Tagesspiegel, 15. Februar 2007:
„Das Haus der Lerchen“ eignet sich nur sehr beschränkt als Mittel aufklärerischer Auseinandersetzung. Unendlich staubig und deklamatorisch in seiner ersten Hälfte, vorgestrig sexistisch in seiner späteren Fleischeslüsternheit, als es Folter und Fluchtversuche schöner junger Frauen zu illustrieren gilt: Mit allerbesten politischen Absichten haben die Tavianis ein bald im Kitsch ersaufendes Machwerk geschaffen. Ein Gutes immerhin: Das Thema Türkei / Armenien ist zumindest cineastisch nicht länger tabu.